# راماتئا
راماتئا، (Ramatea) یکی از شاهان کوچک و محلی آرازیاش بود. آرازیاش که یکی قبایل متحد با مادها بود، در طی دوره وی از اتحادیه با قوم ماد علیه امپراتوری آشور خارج شد. طبق گفته دایاکونوف زمانی که تیگلات-پیلسر سوم شاه آشوری پس از تصرف خاک پارسوآ، به این حمله اکتفا نکرد و به داخل سرزمین ماد نفوذ کرد. با حملات کوتاه و کوچکی که آشوریان صورت دادند تواسنتند دهکده ارنزیاش را تصرف کنند که مردمان این دهکده علیه بی سی خادیر فرمانروای کیشه سو شورش کرده بودند. پس از این ماجرا بود که راماتئا از آرازیاش فرار کرد و پس از مدتی از اتحادیه خارج شد.